# 1947年度の将棋界
1947年度の将棋界（1947ねんどのしょうぎかい）では、1947年（昭和22年）4月から1948年（昭和23年）3月の将棋界に関する出来事について記述する。

## できごと

### 1947年4月
- 9日 - 第6期名人戦七番勝負第5局が行われ、塚田正夫八段が勝利（木村義雄名人 2-2 塚田正夫八段）[1]。

### 1947年5月
- 10日 - 将棋大成会の臨時総会が行われた。順位戦の順位と棋士の段位を併用する案が提出され、満場一致で可決された。A級は八段、B級は七段、C級上位16名は六段、C級下位16名は五段を名乗ることとなり、その結果30名が昇段した[2]。
- 13日 - 第6期名人戦七番勝負第6局が行われ、塚田正夫八段が勝利（木村義雄名人 2-3 塚田正夫八段）[3]。

### 1947年6月
- 6日 - 第6期名人戦七番勝負第7局が行われ、塚田正夫八段が勝利し名人を奪取。初の名人となる（木村義雄名人 2-4 塚田正夫八段）[4]。

### 1947年8月
- 23日 - 共同通信社協賛で「全日本アマチュア将棋選手権大会」が復活[5]。初代優勝者は坪井定一[6]。

### 1947年12月
- 12日 - 第1回全日本選手権戦が開始される[5]。

### 1948年2月
- 4日 - 第7期名人戦の挑戦者決定戦2回戦[注 1]三番勝負第1局が行われ、大山康晴七段が先勝（大野源一八段 0-1 大山康晴七段）[8]。
- 7日 - 第7期名人戦の挑戦者決定戦2回戦三番勝負第2局が行われ、大野源一八段が勝利（大野源一八段 1-1 大山康晴七段）[8]。
- 10日 - 第7期名人戦の挑戦者決定戦2回戦三番勝負第3局が行われ、大山康晴七段が勝利（大野源一八段 1-2 大山康晴七段）。決勝三番勝負進出[8]。
- 26日 - 第7期名人戦の挑戦者決定戦決勝三番勝負第1局が行われ、大山康晴七段が先勝（升田幸三八段 0-1 大山康晴七段）[8]。
- 28日 - 花田長太郎八段が死去[7]。享年50歳。
- 29日 - 第7期名人戦の挑戦者決定戦決勝三番勝負第2局が行われ、升田幸三八段が勝利（升田幸三八段 1-1 大山康晴七段）[9]。

### 1948年3月
- 3日 - 第7期名人戦の挑戦者決定戦決勝三番勝負第3局が行われ、大山康晴七段が勝利（升田幸三八段 1-2 大山康晴七段）。塚田正夫名人への挑戦権を獲得[9]。

## 記録

### タイトル戦
| 棋戦   | 勝者               | 開催時期    | 番勝負        | 番勝負       | 番勝負        | 備考   | 注            |
| 棋戦   | 勝者               | 開催時期    | 在位者        | 勝敗         | 挑戦者        | 備考   | 注            |
| ------ | ------------------ | ----------- | ------------- | ------------ | ------------- | ------ | ------------- |
| 名人戦 | 第6期名人 塚田正夫 | 1947年3-6月 | 木村義雄 名人 | 2-3(持将棋1) | 塚田正夫 八段 | 初名人 | [ 10 ] [ 11 ] |

### 順位戦
第2期順位戦 (1947年 - 1948年3月)
| 次期クラス | 棋士       | 成績    |
| ---------- | ---------- | ------- |
| A級        | 大山康晴   | 11勝1敗 |
| A級        | 丸田祐三   | 10勝2敗 |
| A級        | 北楯修哉   | 9勝3敗  |
| A級        | 松田辰雄   | 8勝4敗  |
| B級        | 原田泰夫   | 9勝3敗  |
| B級        | 京須行男   | 9勝3敗  |
| B級        | 五十嵐豊一 | 9勝3敗  |
| B級        | 松浦卓造   | 9勝2敗  |
| B級        | 山川次彦   | 8勝4敗  |
| B級        | 金高清吉   | 8勝4敗  |
| B級        | 佐瀬勇次   | 8勝4敗  |
| B級        | 板谷四郎   | 8勝4敗  |
| B級        | 中井捨吉   | 8勝4敗  |

| 次期クラス | 棋士     | 成績    |
| ---------- | -------- | ------- |
| B級        | 村上真一 | 0勝13敗 |
| C級2組     | 荒巻三之 | 3勝9敗  |
| C級2組     | 志沢春吉 | 3勝9敗  |
| C級2組     | 吉田六彦 | 2勝10敗 |
| C級2組     | 南口繁一 | 2勝10敗 |
| C級2組     | 平野広吉 | 2勝10敗 |

## 昇段・引退
| 昇段 | 棋士             | 昇段日        | 昇段理由           | 注     |
| ---- | ---------------- | ------------- | ------------------ | ------ |
| 四段 | 灘蓮照           | 1947年        | -                  | [ 13 ] |
| 四段 | 五十嵐豊一       | 1947年        | -                  | [ 14 ] |
| 四段 | 平野広吉         | 1947年        | -                  | [ 15 ] |
| 五段 | 南口繁一         | 1947年5月10日 | 第2期順位戦C級下位 | [ 16 ] |
| 五段 | 廣津久雄         | 1947年5月10日 | 第2期順位戦C級下位 | [ 16 ] |
| 五段 | 京須行男         | 1947年5月10日 | 第2期順位戦C級下位 | [ 16 ] |
| 五段 | 北村秀治郎       | 1947年5月10日 | 第2期順位戦C級下位 | [ 16 ] |
| 五段 | 上田三三         | 1947年5月10日 | 第2期順位戦C級下位 | [ 17 ] |
| 五段 | 吉田六彦         | 1947年5月10日 | 第2期順位戦C級下位 | [ 17 ] |
| 五段 | 間宮純一         | 1947年5月10日 | 第2期順位戦C級下位 | [ 16 ] |
| 五段 | 永沢勝雄         | 1947年        | -                  | [ 18 ] |
| 六段 | 原田泰夫         | 1947年5月10日 | 第2期順位戦C級上位 | [ 19 ] |
| 六段 | 加藤博二         | 1947年5月10日 | 第2期順位戦C級上位 | [ 19 ] |
| 六段 | 高柳敏夫         | 1947年5月10日 | 第2期順位戦C級上位 | [ 19 ] |
| 六段 | 佐瀬勇次         | 1947年5月10日 | 第2期順位戦C級上位 | [ 19 ] |
| 六段 | 松浦卓造         | 1947年5月10日 | 第2期順位戦C級上位 | [ 19 ] |
| 六段 | 金高清吉         | 1947年5月10日 | 第2期順位戦C級上位 | [ 19 ] |
| 六段 | 山川次彦         | 1947年5月10日 | 第2期順位戦C級上位 | [ 19 ] |
| 六段 | 富沢幹雄         | 1947年5月10日 | 第2期順位戦C級上位 | [ 19 ] |
| 六段 | 市川一郎         | 1947年5月10日 | 第2期順位戦C級上位 | [ 16 ] |
| 六段 | 奥野基芳         | 1947年5月10日 | 第2期順位戦C級上位 | [ 16 ] |
| 六段 | 山中和正         | 1947年5月10日 | 第2期順位戦C級上位 | [ 19 ] |
| 六段 | 星田啓三         | 1947年5月10日 | 第2期順位戦C級上位 | [ 19 ] |
| 六段 | 橋爪敏太郎       | 1947年5月10日 | 第2期順位戦C級上位 | [ 19 ] |
| 六段 | 藤川義夫         | 1947年5月10日 | 第2期順位戦C級上位 | [ 16 ] |
| 七段 | 大山康晴         | 1947年5月10日 | 第2期順位戦B級     | [ 20 ] |
| 七段 | 丸田祐三         | 1947年5月10日 | 第2期順位戦B級     | [ 19 ] |
| 七段 | 高島一岐代       | 1947年5月10日 | 第2期順位戦B級     | [ 20 ] |
| 七段 | 松田茂行         | 1947年5月10日 | 第2期順位戦B級     | [ 20 ] |
| 七段 | 小堀清一         | 1947年5月10日 | 第2期順位戦B級     | [ 20 ] |
| 七段 | 北楯修哉         | 1947年5月10日 | 第2期順位戦B級     | [ 20 ] |
| 七段 | 松田辰雄         | 1947年5月10日 | 第2期順位戦B級     | [ 20 ] |
| 七段 | 長谷川清二郎     | 1947年5月10日 | 第2期順位戦B級     | [ 20 ] |
| 八段 | 升田幸三         | 1947年5月10日 | 第2期順位戦A級     | [ 21 ] |
| 引退 | 棋士(引退時段位) | 引退年        | 引退理由           | 注     |
| 引退 | 金易二郎 八段    | 1947年        | -                  | [ 22 ] |
| 引退 | 平野信助 六段    | 1947年        | -                  | [ 13 ] |
| 引退 | 上田三三 五段    | 1947年        | -                  | [ 13 ] |
| 引退 | 花田長太郎 八段  | 1948年2月28日 | 現役死去           | [ 7 ]  |